# Fitna de l'Àndalus
La fitna de l'Àndalus va ser un període d'inestabilitat i de guerra civil que va suposar el col·lapse del califat de Còrdova. Va començar l'any 1009 amb un cop d'estat que va provocar l'assassinat de Abd-ar-Rahman Sanxuelo, fill d'Almansor, la deposició del califa Hixam al-Muàyyad bi-L·lah (Hixam II) i l'ascens al poder de Muhàmmad al-Mahdí bi-L·lah (Muhàmmad II), besnet d'Abd-ar-Rahman III. Es considera que la fitna va arribar a la seva fi amb l'abolició definitiva del califat el 1031, i la divisió de tot el territori andalusí en una sèrie de petits regnes, les taifes, encara que diversos petits reis se seguissin proclamant califes. Al rerefons dels problemes polítics hi havia les purgues realitzades per Almansor en el si de la dinastia omeia i l'aclaparadora pressió fiscal causada per la necessitat de finançar els esforços bèl·lics amírides.
Al llarg del conflicte, els diversos contendents van demanar ajuda als regnes cristians. Còrdova i els ravals van ser saquejats repetides vegades, i els seus monuments, entre ells l'Alcàsser i Madinat az-Zaharà, destruïts. La capital va arribar a traslladar-se temporalment a Màlaga. En poc més de vint anys es van succeir 10 califes diferents (entre ells Hixam II restaurat), pertanyents tres d'ells a una dinastia diferent de l'omeia, la dels Banu Hammud.

## Antecedents
En la primavera del 713 Abd-al-Aziz ibn Mussa firmava un pacte de capitulació amb Teodomir que reconeixia la sobirania islàmica i passava administrar un ampli territori que abastava les conques dels rius Segura i Vinalopó, la futura kura de Tudmir, amb el seu centre a Oriola. Aquest és el punt de partida de la islamització del Xarq al-Andalus, per la costa mediterrània ibèrica. El 773, Abd-ar-Rahman I proclama l'Emirat de Còrdova, independitzant políticament als musulmans de l'Àndalus i finalment Abd-ar-Rahman III s'autoproclamà califa, cap polític i religiós dels musulmans i successor del profeta Muhàmmad, basant-se en quatre fets: ser descendent del Profeta (branca omeia), haver liquidat les revoltes internes, frenar les ambicions dels nuclis cristians del nord peninsular i la creació del Califat Fatimita a Egipte oposat als califes abbàssides de Bagdad.
El califat de Còrdova acabà el 1009 amb la fitna (guerra civil) pel tron que es desencadenà entre els àrabs, partidaris de l'últim califa legítim Hixam al-Muàyyad bi-L·lah (Hixam II), els amazics que donaven suport a Sulayman al-Mustaín, i els amírides, successors del hàjib Almansor, que donaven suport al fill d'aquest, Muhàmmad al-Mahdí bi-L·lah.

## Àrabs contra amírides (1008-1009)
Abd-ar-Rahman Sanxuelo, hàjib del califa Hixam II, estava poc dotat pel comandament però va obligar el califa a nomenar-lo com a hereu de la corona el novembre del 1008, guanyant-se l'oposició popular per les seves tendències amazigòfiles. A l'hivern, contra tota lògica, va decidir sortir en expedició contra el regne de Lleó i l'oposició instigada per Muhàmmad al-Mahdí bi-L·lah, oncle del califa, va organitzar una revolta amb suport del grup conegut com els meruanesos o marwanesos mentre el partit dels esclavons donava suport a Sanxuelo. Els rebels van obligar a Hixam II a abdicar proclamant califa a Muhàmmad al-Mahdí i es van apoderar de Madinat az-Zahra a finals del 1008 o principis del 1009.
Sanxuelo encara disposava de l'exèrcit i finalment va decidir retornar a la capital per recuperar el poder, però de camí les seves forces el van abandonar i fou capturat prop de la ciutat per emissaris del nou califa, que el van matar el 3 de març del 1009.

## Amírides contra amazics (1009-1013)
Els amazics liderats per Sulayman al-Mustaín es van oposar a Muhàmmad al-Mahdí i els dos pretendents al califat es van dirigir a Burgos per demanar suport a Sanç I Garcia de Castella, que finalment es va decidir per Sulayman a canvi de la cessió immediata de territoris a la frontera del Duero (San Esteban, Clunia, Osma i Gorma), i la promesa de noves cessions (Castrobon, Meconia i Berlanga) i passant per Madina Salim van derrotar l'exèrcit de Wàdih, governador d'Ath-Thaghr al-Àwsat (marca mitja) a la batalla d'Al-Qulaiya, per continuar en camí a Qurtuba. Muhàmmad va reforçar les defenses de la capital i va dirigir-se a l'encontre amb un exèrcit heterogeni amb molts reclutes sense formació militar, sent derrotat en la batalla de Qantish el 5 de novembre del 1009, i els amazics liderats per Sulayman al-Mustaín van entrar a Qurtuba deposant a Muhàmmad II al-Mahdí, que va fugir a Tulaytula (Toledo), on va seguir actuant com a califa.
El 1010, Muhàmmad al-Mahdí va rebre el suport de Wàdih, que va anar a Tulaytula amb un exèrcit cristià de deu mil homes reclutat pels comtes Ramon Borrell de Barcelona i Ermengol I d'Urgell, i Hug I d'Empúries. La coalició va derrotar a Sulayman a la batalla d'Aqbat al-Bakr i Muhammad II va recuperar Còrdova, tot i que Sulayman al-Mustaín va contraatacar a la batalla del riu Guadiaro, on va morir Ermengol I.
Muhàmmad fou finalment assassinat pels homes de Wàdih, que va reposar a Hixem II, i la ciutat és saquejada perquè Hixem no pot pagar als mercenaris catalans. Per evitar que Sanç I Garcia refermés la seva aliança amb Sulayman, Wàdih li va concedir importants places fortes, que es van unir als territoris que el Comtat de Castella havia pres al Regne de Lleó durant la minoria d'edat d'Alfons V de Lleó.
Els amazighs, després de sotmetre Jayyan, Malaqa i al-Jazira al-Khadrà finalment arriben a Qurtuba i la bloquegen el novembre de 1010, i Wàdih acaba fugint però és interceptat i mort el 1011. La guerra va acabar quan Sulayman al-Mustaín va fer assassinar Hixam II el 1013 en capitular Qurtuba, i va repartir les províncies de l'Àndalus i el Màgrib entre els seus fidels, origen de les futures taifes. Oficialment el califat seguí existint fins a l'any 1031, en què fou abolit, la qual cosa donà lloc a la fragmentació de l'estat omeia.